# Saison 9 de The Office
Chronologie
Saison 8
La neuvième saison de The Office, comédie télévisée américaine créée par Ricky Gervais et Stephen Merchant, est diffusée du 20 septembre 2012 au 16 mai 2013 aux États-Unis sur NBC. La saison comporte 25 épisodes. Adaptation américaine développée par Greg Daniels de la série télévisée britannique du même nom, The Office met en scène sous forme de documenteur le quotidien d'employés de bureau de l'entreprise de papier fictive Dunder Mifflin, située à Scranton en Pennsylvanie. La neuvième saison de The Office est diffusée le jeudi à 21 heures (heure de l'Est) aux États-Unis, dans le cadre du bloc de programmes Comedy Night Done Right. Les acteurs principaux sont Rainn Wilson, John Krasinski, Jenna Fischer et Ed Helms. Les seconds rôles sont interprétés par Catherine Tate, Leslie David Baker, Brian Baumgartner, Creed Bratton, Clark Duke, Kate Flannery, Mindy Kaling, Ellie Kemper, Angela Kinsey, Jake Lacy, Paul Lieberstein, B. J. Novak, Oscar Nuñez, Craig Robinson et Phyllis Smith. C'est la deuxième saison sans Steve Carell dans le rôle principal de Michael Scott, bien qu'il revienne pour une apparition dans le dernier épisode de la série.
La neuvième saison se concentre en grande partie sur la relation entre Jim (John Krasinski) et Pam Halpert (Jenna Fischer). Après que Jim a décidé de suivre son rêve et de créer une entreprise de marketing sportif à Philadelphie, Pam commence à s'inquiéter de son déménagement, et la relation du couple est mise à rude épreuve. Pendant ce temps, Andy Bernard (Ed Helms) abandonne le bureau pour un voyage de trois mois en bateau, et finit par quitter son emploi pour poursuivre son rêve de devenir une star. Il devient rapidement célèbre grâce à une vidéo virale. Dwight Schrute (Rainn Wilson) est finalement promu directeur régional. Le documentaire est diffusé, et un an plus tard, les membres du bureau se réunissent pour le mariage de Dwight et Angela ainsi que pour une dernière série d'entretiens.
Après le déclin des audiences de l'année précédente, la neuvième saison de The Office réussit à se stabiliser autour de 4 millions de téléspectateurs par épisode. Le final de la série est regardé par plus de 5,69 millions de téléspectateurs, ce qui en fait l'épisode le mieux noté que la série ait diffusé depuis plus d'un an. La saison se classe au 94e rang des séries télévisées les plus regardées au cours de la saison télévisuelle 2012-2013 aux États-Unis et connaît une baisse d'audience par rapport à la saison précédente. La réception critique est modérément positive ; si certains critiques reprochent à la saison certaines de ses intrigues, comme celle au sujet de l'équipe du documentaire, beaucoup soutiennent que la saison constitue une amélioration par rapport à la saison précédente. D'autres saluent la façon dont la série réussit à conclure les arcs narratifs de la série. Point Final est nommé pour trois prix lors des 65e Primetime Emmy Awards et remporte le prix du meilleur montage à une ou plusieurs caméras pour une série télévisée comique.

## Synopsis
La série met en scène le quotidien des employés de bureau d'une société de vente de papier, Dunder Mifflin, à Scranton en Pennsylvanie, au travers de personnages hétérogènes et des relations, amitiés, amours et événements de leur vie.

## Distribution

### Acteurs principaux
- Rainn Wilson (VF : Philippe Siboulet) : Dwight Schrute, le représentant commercial le plus performant du bureau, inspiré de Gareth Keenan[2].
- John Krasinski (VF : Stéphane Pouplard) : Jim Halpert, un représentant commercial farceur, inspiré de Tim Canterbury. Il est marié à Pam Beesly, ancienne réceptionniste de la succursale de Dunder Mifflin à Scranton et aujourd'hui représentante des ventes[3].
- Jenna Fischer (VF : Amélie Gonin) : Pam Beesly, basée sur Dawn Tinsley. Bien que timide, elle est souvent de mèche avec son mari Jim pour faire des farces à Dwight[4]. Elle est enceinte pendant les premiers épisodes de la saison et puis part au milieu de la saison.
- Ed Helms (VF : Olivier Cordina) : Andrew « Andy » Bernard, le directeur et ancien élève vaniteux de l'Université Cornell dont l'amour pour la musique a cappella et les compétences sociales maladroites génèrent des sentiments mitigés de la part de ses employés[5]. Andy n'a pas d'équivalent dans la série britannique.

### Acteurs secondaires
- Catherine Tate (VF : Danièle Douet) : Nellie Bertram, la présidente des projets spéciaux de Sabre[5].
- Leslie David Baker (VF : Bruno Henry) : Stanley Hudson, un vendeur grincheux.
- Brian Baumgartner (VF : Yves-Henri Salerne) : Kevin Malone, un comptable simple d'esprit.
- Creed Bratton (VF : Frédéric Cerdal) : Creed Bratton, le responsable mystérieux de l'assurance qualité du bureau.
- Clark Duke (VF : Jérôme Wiggins) : Clark Green, l'un des deux nouveaux représentants commerciaux embauchés pour remplacer Ryan et Kelly. Il souhaite devenir vendeur.
- Kate Flannery (VF : Marie-Christine Robert) : Meredith Palmer, représentante des relations d'approvisionnement alcoolique et désinhibée.
- Mindy Kaling (VF : Audrey Sablé) : Kelly Kapoor, la représentante du service clientèle obsédée par la culture pop. Elle part avec son fiancé, Ravi, au début de la saison.
- Ellie Kemper (VF : Lydia Cherton) : Erin Hannon, la réceptionniste et le nouvel amour d'Andy.
- Angela Kinsey (VF : Josy Bernard) : Angela Martin, une comptable autoritaire amoureuse de Dwight.
- Jake Lacy (VF : Sylvain Agaësse) : Pete Miller, l'un des deux nouveaux représentants commerciaux embauchés pour remplacer Ryan et Kelly. Il développe des sentiments amoureux pour Erin.
- Paul Lieberstein (VF : Martin Brieuc) : Toby Flenderson, représentant des ressources humaines.
- B. J. Novak (VF : Thibaut Belfodil) : Ryan Howard, un stagiaire basé sur les personnages de Ricky Howard et Neil Godwin. Il part et suit Kelly dans l'Ohio au début de la saison.
- Oscar Nuñez (VF : Tony Joudrier) : Oscar Martinez, un comptable intelligent.
- Craig Robinson (VF : Pascal Vilmen) : Darryl Philbin, responsable de l'entrepôt.
- Phyllis Smith (VF : Marie-Martine) : Phyllis Lapin, une vendeuse timide et sympathique.

### Invités spéciaux
- Steve Carell (VF : Constantin Pappas) : Michael Scott, l'ancien directeur régional de la succursale de Scranton. Il vit maintenant heureux avec Holly Flax dans le Colorado. Il revient pour être le témoin de Dwight à son mariage.
- Melora Hardin (VF : Laurence Bréheret) : Jan Levinson, une ancienne employée de Dunder Mifflin, qui travaille maintenant aux Pages blanches de Scranton.

### Acteurs récurrents
- Jack Coleman (VF : Pascal Germain) : Robert Lipton, mari d'Angela et sénateur.
- Ameenah Kaplan (VF : Pénélope Perdereau) : Val Johnson, ouvrière dans un entrepôt et petite amie de Darryl.
- Bobby Ray Shafer (VF : Richard Leroussel) : Bob Vance, propriétaire de Vance Refrigeration et mari de Phyllis.
- Andy Buckley (VF : Jacques Faugeron) : David Wallace, propriétaire et PDG de Dunder Mifflin.
- Hugh Dane : Hank Tate, le gardien de l'immeuble.
- Chris Diamantopoulos (VF : Fabien Jacquelin) : Brian, opérateur de perche à micro.
- Michael Schur (VF : Franck Sportis) : Mose Schrute, le cousin de Dwight.
- Matt L. Jones (VF : Charles Borg) : Ziek Schrute, cousin de Dwight et frère de Mose.
- Nora Kirkpatrick : Esther Breugger, la petite amie de Dwight.

### Invités notables
- David Denman (VF : Jérôme Berthoud) : Roy Anderson, un ancien ouvrier de l'entrepôt et l'ex-fiancé de Pam.
- Randall Park : Steve, un acteur asiatique qui se fait passer pour Jim.
- Stephen Colbert (VF : Xavier Beja) : Broccoli Rob, un ancien membre de Here Comes Treble, le groupe a cappella d'Andy.
- Josh Groban : Walter Bernard, Jr., le frère d'Andy.
- Julius Erving : lui-même.
- Ed Lauter : Sam Stone Sr., propriétaire d'un entrepôt de costumes.
- Linda Purl (VF : Céline Monsarrat) : Helene Beesly, la mère de Pam.
- Bob Odenkirk : Mark Franks, directeur régional à Philadelphie.
- Zach Woods (VF : Benjamin Pascal) : Gabe Lewis, un ancien employé de Sabre et l'ex-petit ami d'Erin, qui a été licencié après la liquidation de Sabre.
- Collette Wolfe (VF : Laurence Charpentier) : Alice, l'ex-petite amie de Pete.
- Majandra Delfino : Fannie Schrute, la soeur de Dwight.
- Thomas Middleditch (VF : Benjamin Bollen) : Jeb Schrute, le frère de Dwight.
- David Koechner (VF : Fabrice Lelyon) : Todd Packer, un homme grossier et offensif, ancien employé de Dunder Mifflin Sabre, qui a été licencié par Robert California.
- Ryan Howard (VF : Namakan Koné) : lui-même.
- Roseanne Barr : Carla Fern, agent d'Andy.
- Clay Aiken : lui-même.
- Mark McGrath : lui-même.
- Aaron Rodgers : lui-même.
- Santigold : elle-même.
- Ed Begley Jr. : Martin Hannon, le père biologique d'Erin.
- Joan Cusack : Fran Hannon, la mère biologique d'Erin.
- Dakota Johnson : Dakota, une comptable engagée pour remplacer Kevin.
- Devon Abner : Devon White, un ancien employé de Dunder Mifflin qui a été licencié par Michael.
- Nancy Carell (VF : Catherine Cipan) : Carol Stills, agent immobilier.

 Source et légende : version française (VF) sur RS Doublage et Allodoublage.

## Production
La septième saison de The Office est produite par Reveille Productions et Deedle-Dee Productions, en association avec NBC Universal Television Studios. La série est basée sur la série britannique du même nom créée par Ricky Gervais et Stephen Merchant, tous deux producteurs délégués des versions américaine et britannique. Le 11 mai 2012, NBC renouvelle The Office pour une neuvième saison. Le créateur de la série Greg Daniels revient en tant que show runner cette saison,. Daniels indique que la saison va comporter davantage de grands arcs narratifs : « Je vous dirai que ces deux dernières années, je ne pense pas que nous ayons fait des grands arcs comme nous le faisions au début, je pense que ce que nous allons faire c'est ramener beaucoup d'arcs »,. Brent Forrester, qui est producteur consultant et scénariste depuis la troisième saison, est promu producteur délégué, aux côtés du nouveau scénariste de la série Dan Sterling.
Lors d'une conférence téléphonique le 21 août 2012, Daniels annonce qu'il s'agit de la dernière saison de la série. Il déclare à ce sujet : « Cette année ressemble à la dernière chance de vraiment y aller ensemble et de produire une fin artistique pour la série qui offre aux fans de nombreuses choses importantes à leurs yeux »,,. Daniels précise que toutes les questions trouveront une réponse, comme par exemple qui est derrière le documentaire et pourquoi ils l'ont filmé si longtemps, ainsi que la révélation de l'identité de l'étrangleur de Scranton,. Une des intrigues centrales de la saison est la romance entre Erin Hannon (Ellie Kemper) et Pete Miller (Jake Lacy). Michael Ausiello de TVLine affirme que « le triangle amoureux [entre Andy, Erin et Pete] a suscité un certain nombre de débats dans la salle des scénaristes, ce qui me dit que même eux ne savent pas à ce stade quel type Erin va choisir »,. Daniels consulte Kemper à ce sujet, estimant qu'elle est la mieux placée pour comprendre la personnalité d'Erin.

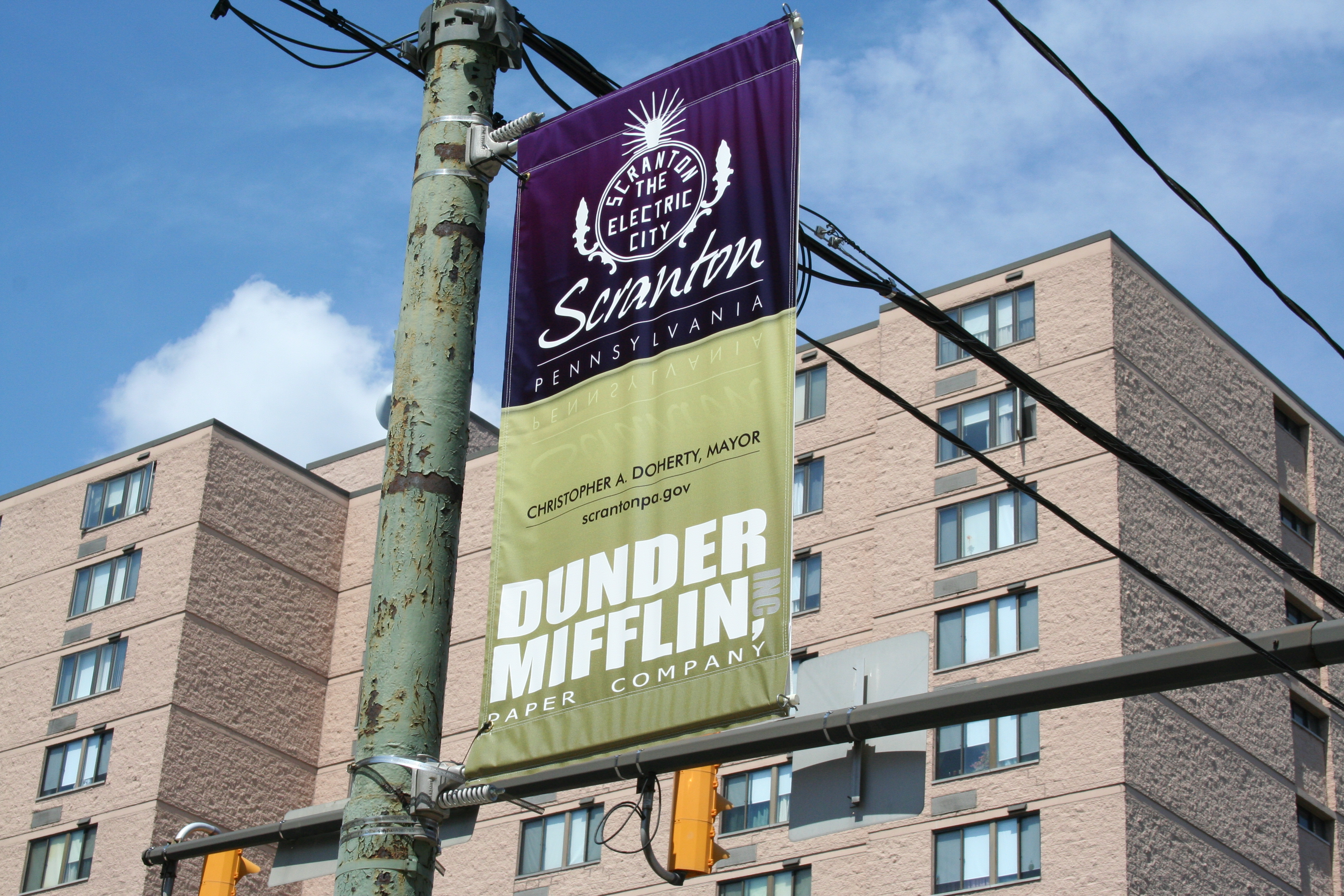
Selon Angela Kinsey et Rainn Wilson, les acteurs souhaitaient tourner un épisode à Scranton, en Pennsylvanie, où se déroule la série, mais cela ne s'est jamais concrétisé.

Pour la saison, les acteurs John Krasinski, Jenna Fischer, Rainn Wilson et Ed Helms sont crédités en tant que producteurs,. Krasinski réalise également un épisode. Parmi les réalisateurs invités pour la saison figurent Bryan Cranston, qui réalise l'épisode Le Bus bureau, et le cinéaste Jon Favreau, qui réalise Rupture difficile. Daniels réalise le premier épisode, qu'il a également écrit. C'est la première fois qu'il écrit et réalise un épisode de The Office depuis l'épisode La Course de la quatrième saison. Ken Kwapis réalise l'épisode final de The Office, série dont il a également réalisé le pilote. Bien que The Office soit principalement filmé sur un plateau de studio aux Valley Center Studios à Van Nuys, en Californie, la ville de Scranton, en Pennsylvanie, où se déroule la série, est utilisée pour réaliser le générique. Angela Kinsey et Rainn Wilson, lors d'une interview, ont émis le souhait de tourner un épisode de la saison à Scranton. Bien que cela ne se soit jamais concrétisé, des plans extérieurs du véritable bar de Scranton, The Bog, sont présentés dans le dixième épisode Les Poux.
La saison doit initialement comporter 24 épisodes, ce qui aurait permis à la série d'avoir diffusé exactement 200 épisodes. Cependant, l'avant-dernier épisode de la série est scindé en deux épisodes distincts, ce qui fait que Point Final — qui a été annoncé précédemment comme un épisode spécial d'une heure — correspond aux 24e et 25e épisodes de la saison. La seconde partie de Point Final constitue donc le 201e épisode de la série. Le 19 mars 2013, le site officiel des fans de The Office, OfficeTally, lance une campagne sur Change.org pour que l'épisode soit « surdimensionné ou prolongé » ; cette campagne est motivée par une déclaration de Daniels, dans laquelle il mentionne qu'il « supplierait » la chaîne de diffuser un épisode plus long. Au 2 mai 2013, la pétition a recueilli plus de 20 000 signatures. Le 7 mai, NBC annonce que le final de la série sera prolongé et diffusé dans un créneau horaire de 75 minutes. Une rétrospective d'une heure de la série est diffusée avant le final le 16 mai.

### Distribution des rôles
Il est initialement prévu que Krasinski et Helms apparaissent dans moins d'épisodes afin de pouvoir tourner plusieurs films à venir. Helms est temporairement écarté de la série par le biais d'une intrigue qui voit son personnage voyager aux Caraïbes avec son frère sur un bateau. Ainsi, Helms ne fait qu'une petite apparition dans Révélation et est absent des huit épisodes suivants. Il fait son retour dans l'épisode intitulé Andy le retour. Selon TVLine, Helms reprend le travail juste avant les vacances de Noël. Krasinski continue finalement d'apparaître dans tous les épisodes, mais il est souvent absent du décor principal de Scranton pour suivre l'intrigue qui voit son personnage créer une entreprise à Philadelphie. De même, Wilson ne doit initialement apparaître que dans 13 épisodes avant de quitter la série pour rejoindre un spin-off centré sur le personnage de Dwight, mais le projet est abandonné par NBC. Mindy Kaling et B. J. Novak tiennent des rôles beaucoup moins importants, respectivement dans Kelly Kapoor et Ryan Howard. Kaling et Novak apparaissent tous les deux dans le premier épisode de la saison Les Nouveaux, et reviennent pour le dernier épisode de la série,,,. L'actrice Catherine Tate, qui a rejoint la série en tant qu'actrice régulière au milieu de la huitième saison dans le rôle de Nellie Bertram, continue d'y jouer. Clark Duke et Lacy rejoignent la distribution en tant que représentants du service clientèle, engagés pour traiter les nombreuses plaintes négligées que Kelly a accumulées au fil des ans ; Pete, le personnage de Lacy, constitue également un intérêt amoureux pour Erin.

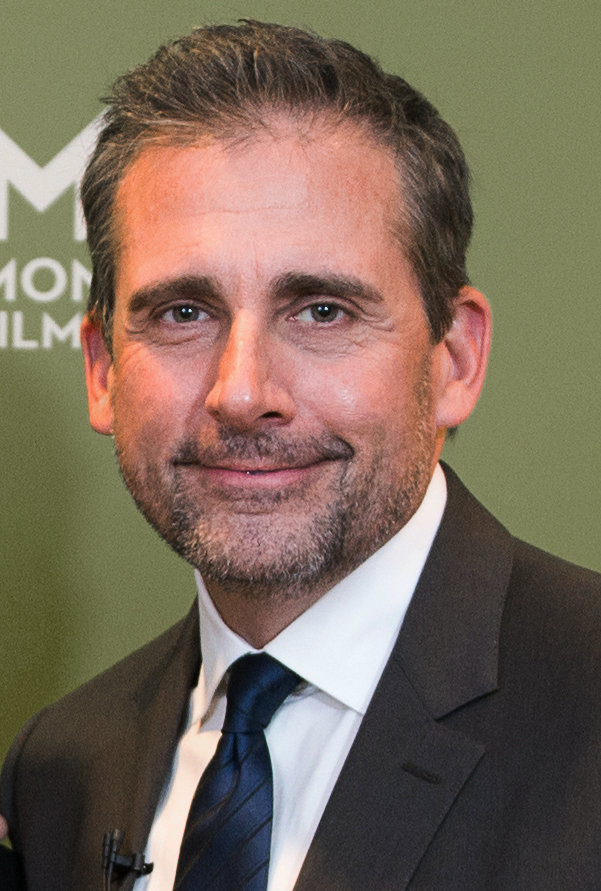
L'ancienne vedette de la série, Steve Carell, reprend son rôle de Michael Scott dans Point Final.

Avant le début de la diffusion de la neuvième saison Kinsey et Wilson indiquent que les acteurs et l'équipe ne peuvent ni « confirmer ni infirmer » un retour de Steve Carell dans le rôle de Michael Scott, mais qu'ils « espèrent » que ça se concrétisera. À la mi-décembre, Krasinski révèle son optimisme quant à un éventuel retour de l'acteur dans la série ; dans une interview accordée à E! Online, il déclare que les producteurs sont « toujours en train d'essayer de résoudre le problème de l'emploi du temps de [Carell] » et que l'épisode final « ne serait pas le même sans lui »,. Cependant, le président de NBC, Robert Greenblatt, admet lors d'une interview que, bien qu'il soit « optimiste », il ne pense pas que Carell reviendra ; il souligne que Carell est satisfait du départ de son personnage et ne veut pas le ternir. Le 16 janvier, Daniels annonce que Carell ne va pas apparaître dans l'épisode final, à quelque titre que ce soit, une décision que Carell réitère par la suite. Cependant, trois mois plus tard, les producteurs de The Office organisent « un effort de dernière minute » pour que Carell intervienne dans le dernier épisode de la série, selon TVLine. Le représentant personnel de Carell confirme que l'acteur se trouve sur le plateau pour le dernier épisode, mais qu'il n'a pas tourné de scènes. Cependant, une source anonyme « proche de la série » prévient : « n'excluez rien »,. TVLine rapporte plus tard, le 6 mai, que Carell va apparaître dans un caméo, bien que NBC ait refusé de commenter et que les représentants de Carell aient continué à nier les informations. Carell finit par revenir pour le final ; son personnage, Michael Scott, devient le témoin de Dwight à son mariage,. Un mois après la diffusion de l'épisode, Carell explique dans une interview avec TVLine avoir « menti pendant des mois à la presse, à presque tout le monde, en fait »,. Il note qu'il « se sentait terriblement mal pour les acteurs et pour [le producteur délégué] Greg Daniels, parce qu'ils ont tous menti aussi »,. Krasinski, par contre, explique que « C'était tellement excitant. Nous avons tous carrément menti... C'était juste une de ces choses que nous avons toutes jurées et que nous devions protéger »,.
Outre Carell, la saison voit également le retour de plusieurs anciens membres de la distribution. L'ancien acteur régulier de la série David Denman est le premier à faire son retour. Il apparaît dans le rôle de Roy Anderson dans le deuxième épisode, Roy se marie ; sa dernière apparition remonte à l'épisode Le Meilleur des pires films issu de la septième saison. Josh Groban reprend son rôle de Walter Jr., le frère d'Andy, dans l'épisode Le Bateau. Melora Hardin reprend le rôle de Jan Levinson dans l'épisode Révélation et réalise un petit caméo vocal dans l'épisode Andy, le retour. Entretien d'embauche voit le retour de plusieurs personnages mineurs, dont Lance Krall dans le rôle de Sensei Ira (apparu pour la première fois dans l'épisode Le Combat de la deuxième saison), Noel Petok dans le rôle de Troy Underbridge (apparu pour la première fois dans l'épisode La Soirée spéciale de la quatrième saison), Beth Grant dans le rôle de la baby-sitter de Dwight (apparu pour la première fois dans l'épisode La Soirée dînatoire de la quatrième saison), et James Urbaniak dans le rôle de Rolf (apparu pour la première fois dans l'épisode Le Pique-nique de la cinquième saison),,,,. Bien que le contrat de l'acteur Zach Woods n'ait pas été renouvelé pour la saison, il revient dans la série en tant qu'invité spécial dans l'épisode Rupture difficile. David Koechner reprend le rôle de Todd Packer dans La Ferme. Point Final marque également le retour de plusieurs personnages récurrents, tels que Nancy Carell dans le rôle de Carol Stills (une agent immobilier et l'ancienne petite amie de Michael), Sendhil Ramamurthy dans le rôle de Ravi, Jackie Debatin dans le rôle d'Elizabeth (qui est apparue pour la première fois dans l'épisode Ben Franklin de la troisième saison), Devon Abner dans le rôle de Devon (un ancien employé de Dunder Mifflin licencié dans Halloween) et Spencer Daniels dans le rôle de Jake Palmer (qui a joué pour la première fois le rôle du fils de Meredith dans l'épisode Journée éducative de la deuxième saison),.
Stephen Colbert joue dans l'épisode d'Halloween le rôle de Broccoli Rob, un ancien membre de Here Comes Treble, le groupe a cappella d'Andy. L'épisode Les Poux met en scène Julius Erving qui joue son propre rôle d'investisseur dans l'entreprise de marketing sportif de Jim. L'ancien coprésident de NBC et producteur délégué de The Office, Ben Silverman, tient le rôle récurrent mineur d'un collègue de Jim. Il apparaît dans les épisodes Cherchez l'anxieux, Un p'tit café, La Fidélité et Rupture difficile,,. Le quatorzième épisode, Entretien d'embauche, comporte plusieurs invités spéciaux. Parmi eux, on retrouve Eric Wareheim dans le rôle de Gabor, Matt L. Jones dans celui de Zeke et Will McCormack dans celui de Wolf. Dans l'épisode La Bande-annonce indiscrète, l'athlète Ryan Howard interprète une version de lui-même. La comédienne Roseanne Barr joue le rôle de Carla Fern, un agent artistique, dans le cadre d'un arc de deux épisodes, et apparaît pour la première fois dans l'épisode L'Ascenseur. Michael Imperioli participe à l'épisode Jusqu'au bout du rêve où il joue le rôle de Sensei Billy, le faire-valoir de Dwight. L'épisode Un choix difficile met en scène Aaron Rodgers, Clay Aiken, Mark McGrath, Santigold et Jessica St. Clair, tous dans leur propre rôle. Le dernier épisode de la série met en scène Rachael Harris dans le rôle de la sœur d'Angela, Joan Cusack et Ed Begley Jr. dans le rôle des parents biologiques d'Erin, Malcolm Barrett dans le rôle du remplaçant de Stanley, ainsi que Bill Hader et Seth Meyers dans leur propre rôle,.

## Accueil

### Audiences

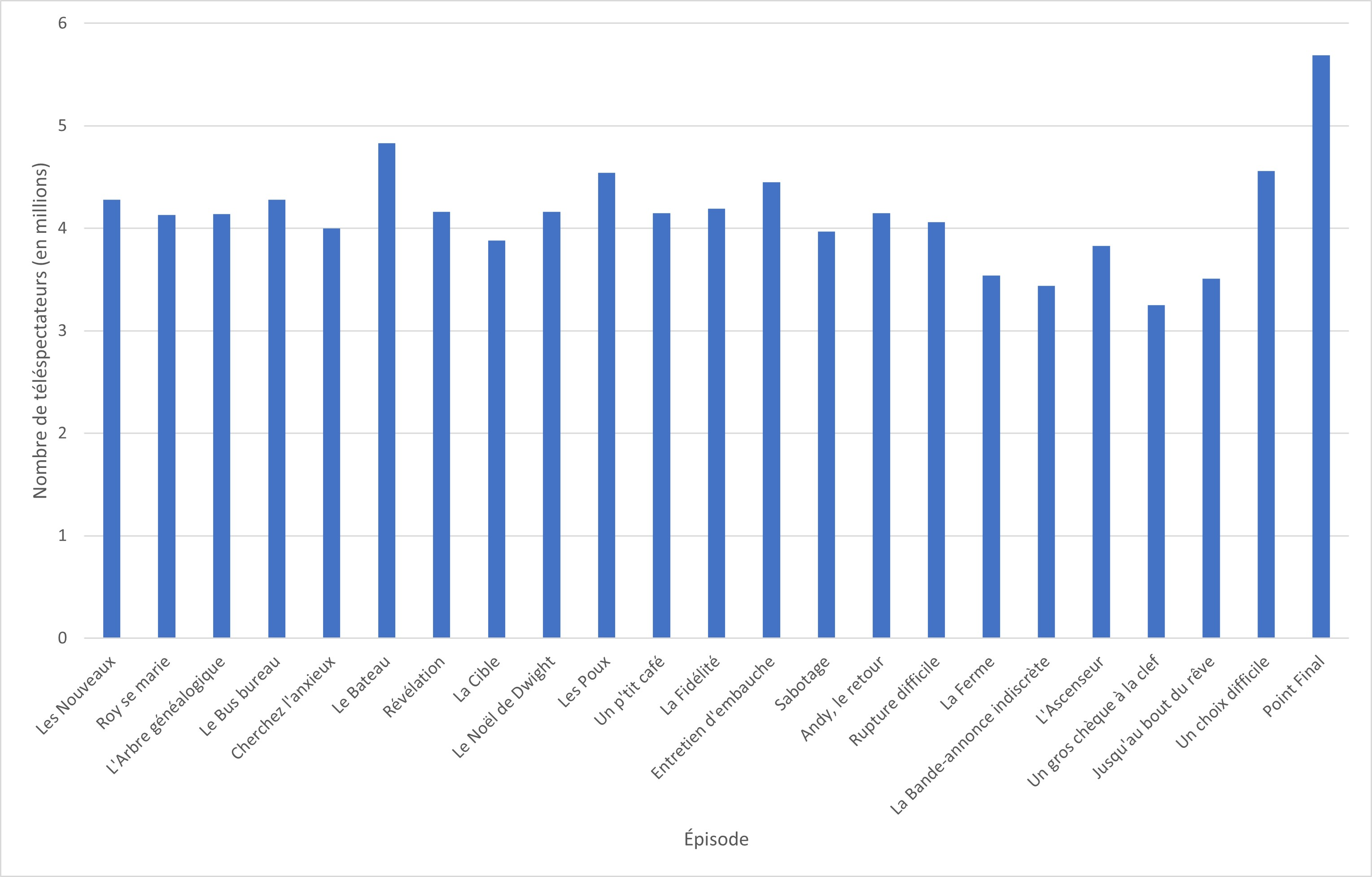
Audiences de la neuvième saison de The Office aux États-Unis.

La saison est diffusée le jeudi à 21 h dans le cadre du bloc de programmes Comedy Night Done Right. Le premier épisode de la saison, Les Nouveaux, obtient une part de 2,1/6 % sur l'échelle de Nielsen chez les spectateurs âgés de 18 à 49 ans, ce qui signifie que 2,1 % des téléspectateurs âgés de 18 à 49 ans ont regardé l'épisode et que 6 % des téléspectateurs regardant la télévision à ce moment-là l'ont regardé. L'épisode est visionné par 4,28 millions de téléspectateurs et devient le premier épisode de saison le moins regardé de la série,. De plus, il marque une baisse d'audience de 46 % par rapport au premier épisode de la huitième saison, La Liste. Pendant les seize premiers épisodes, la série réussit à se maintenir à environ 4 millions de téléspectateurs. Cependant, à partir du dix-septième épisode, La Ferme, les audiences commencent à chuter en dessous de ce seuil. La série atteint son niveau le plus bas avec le vingtième épisode, Un gros chèque à la clef, qui n'est regardé que par 3,25 millions de téléspectateurs et obtient une note de 1,7/5 %. L'épisode final de la série est regardé par 5,69 millions de téléspectateurs et obtient une note de 3,0 chez les adultes âgés de 18 à 49 ans. Il constitue ainsi l'épisode le plus regardé de la saison et marque une augmentation par rapport à l'épisode final de la saison précédente, qui n'a attiré que 4,49 millions de téléspectateurs,. Point Final constitue l'épisode le plus regardé de The Office depuis l'épisode de la huitième saison Le Manoir du plaisir, mais se classe au troisième rang des épisodes de fin de saison les moins regardés de la série, après les derniers épisodes de la huitième et de la première saison,,. Bien que The Office ne soit plus la série comique la plus regardée de NBC au cours de sa neuvième saison — elle a été dépassée par Go On, —, elle reste souvent la série la plus regardée de NBC le jeudi soir. Rainn Wilson explique que la baisse de l'audience de la série est due à la fois à la tendance générale à la baisse de l'audience de la télévision en 2012 et au fait que « NBC n'a pas fait la moindre promotion pour [la série] »,. NBC augmente le prix habituel de la publicité de 200 % pour le final, demandant 400 000 dollars par publicité. Cette hausse est principalement imputable à l'augmentation anticipée du nombre de téléspectateurs que le final va engendrer.
La saison se classe au 94e rang des séries télévisées les plus regardées au cours de la saison télévisuelle 2012-2013 aux États-Unis, avec une moyenne de 5,061 millions de téléspectateurs. La saison arrive également à égalité avec la série de CBS Leçons sur le mariage et la série de Fox American Dad! au quarante-troisième rang des séries télévisées les plus regardées dans la catégorie des 18 à 49 ans. Dans cette catégorie, la série obtient une note de 2,6. Cela signifie qu'en moyenne, la saison a été regardée par 2,6 % de tous les 18-49 ans. Elle a été suivie par 3,32 millions de personnes dans cette tranche d'âge. En termes de téléspectateurs, la neuvième saison est la moins bien classée de The Office, bien qu'elle dépasse le classement de la première saison, qui occupe la 102e place des séries télévisées les plus regardées au cours de la saison télévisuelle 2004-2005 aux États-Unis,.

### Critiques
La neuvième saison de The Office reçoit des critiques plutôt positives de la part des critiques de télévision,. Sur la base de sept critiques, le site d'agrégation de critiques Metacritic accorde à la neuvième saison une note de 64 sur 100. Cette note correspond à des « critiques généralement favorables ». Le site Holy Moly désigne la série comme l'une des meilleures de la saison 2012-2013. Le site écrit que « cette dernière saison de The Office est formidable », notamment parce que « chaque relation de la série est authentique pour les téléspectateurs »,. Michael Tedder de Vulture indique qu'il est « prêt à dire que c'est la quatrième meilleure saison de la série dans son ensemble, ce qui n'est en aucun cas un faible éloge »,. Il explique que c'est en grande partie dû au fait que la « saison finale a permis de voir la fin des arcs de tous les personnages »,. Emily VanDerWerff de The A.V. Club écrit que « la tension entre Jim et Pam dans la dernière saison a suscité la controverse pour un certain nombre de raisons... mais elle a également fourni les moments les plus prometteurs de la dernière partie de la série » (bien qu'elle ait noté que les scénaristes l'ont préparé de manière assez « flagrante »). Elle conclut que le final a réussi à ramener la série « à ce qui a toujours été son cœur — un véritable accomplissement »,. Roth Cornet, d'IGN, attribue à la saison une note de 8,5 sur 10, ce qui en fait une « excellente » saison. Elle estime que l'évolution des personnages dans les derniers épisodes est particulièrement bien exécutée, et que la dernière partie de la saison a contribué à la relancer après un début difficile ; elle considère que les scénaristes ont su créer une fin appropriée pour la série. Elle critique cependant la personnalité d'Andy, soulignant qu'il n'est utilisé que comme un élément de l'intrigue lorsque c'est pratique. De nombreux critiques affirment que la saison s'est améliorée par rapport à la saison précédente, tant au niveau de l'écriture que de l'humour,,.
Plusieurs épisodes spécifiques reçoivent des éloges. Andrea Reiher de Zap2it nomme Le Noël de Dwight le meilleur épisode de comédie télévisée de 2012. Elle écrit que l'épisode « n'est pas seulement drôle, mais qu'il dégage un grand sentiment de nostalgie », et qu'il poursuit la tendance de la série à produire des épisodes de Noël forts. Reiher salue également les deux intrigues secondaires de l'épisode, celle sur l'ivresse de Darryl et l'autre sur Piège de cristal, qui contribuent à produire « un épisode classique de The Office qui ramène les sentiments chaleureux et flous des premières saisons de la série »,. L'avant-dernier épisode de la saison, Un choix difficile, est très bien accueili par les critiques,,,. Alan Sepinwall de HitFix écrit que l'épisode est « étonnamment... formidable dans la plupart des domaines »,. Roth Cornet d'IGN note que « l'interaction entre Jim, Dwight et Pam constitue le cœur de la série depuis le départ de Michael Scott, et il est bon de voir le trio au premier plan une fois de plus alors que The Office touche à sa fin »,. Le final de la série, en particulier, est encensé par les critiques. Sepinwall le qualifie de « conclusion extrêmement satisfaisante d'une série qui pouvait nous faire rire aux éclats, mais aussi pleurer ou sourire »,. Cornet estime qu'il constitue « une heure de télévision forte [qui] a brillé et a tenu toutes ses promesses »,. Nick Campbell de TV.com indique que l'épisode était « juste ce qu'il fallait » pour la série. D'autres épisodes ne sont pas reçus aussi positivement. Les Poux, par exemple, est qualifié de « médiocre » par Campbell, ainsi que de « quintessence d'un épisode de remplissage » par Brett Davinger de The California Literary Review,. La Ferme est aussi largement tourné en dérision en raison de sa nature inégale et de son recours au registre burlesque,.
La révélation de l'équipe du documentaire de la série dans l'épisode La Fidélité est abondamment commentée par la critique. E! Online la désigne comme l'un des « meilleurs moments de télévision de la semaine »,. Verne Gay, de Newsday, qualifie cette scène de moment « historique » pour la série. À l'inverse, Myles McNutt de The A.V. Club écrit un article qui soutient que le format du faux documentaire fait de la caméra « un représentant du public », et qu'en révélant l'équipe du documentaire, « le public ne s'y sent plus le bienvenu »,. L'intrigue secondaire impliquant Brian (joué par Chris Diamantopoulos), un perchman travaillant sur le documentaire de la série, est beaucoup critiquée. Michael Tedder de Vulture la qualifie de « la manière la moins intéressante dont la révélation de l'équipe de tournage aurait pu se faire »,. Dan Forcella de TV Fanatic critique la réintroduction du personnage dans l'épisode La Bande-annonce indiscrète, la jugeant « forcée »,. McNutt la qualifie quant à lui de « nouveauté abandonnée »,. Daniels révèle plus tard dans une interview que cette intrigue secondaire constitue un leurre pour que les téléspectateurs continuent à s'investir émotionnellement dans l'histoire de Pam et Jim. Il explique : « Nous n'avons jamais eu l'intention de le voir interférer avec le mariage de Pam et Jim, mais nous voulions que les gens s'en inquiètent pour qu'ils soient impliqués dans l'histoire »,.

### Distinctions
Le 12 décembre 2012, la série est nommée pour le Screen Actors Guild Award de la meilleure distribution pour une série télévisée comique, mais perd face à Modern Family,. Le retour de Michael Scott remporte le prix du meilleur moment de télévision voté par les fans lors de la 3e cérémonie des Critics' Choice Television Awards le 10 juin 2013. Lors des 65e Primetime Emmy Awards, Greg Daniels est nommé pour le prix du meilleur scénario pour une série télévisée comique pour Point Final. Point Final est également nommé aux prix du meilleur mixage sonore pour une série télévisée comique, dramatique (demi-heure) ou d'animation et du meilleur montage à une ou plusieurs caméras pour une série télévisée comique. David Rogers et Claire Scanlon remportent ce dernier prix, marquant ainsi la cinquième récompense de The Office aux Emmy Awards et la première de la série depuis 2009,,. Rogers et Scanlon remportent également le prix American Cinema Editors de la meilleure série télévisée d'une demi-heure. De plus, le web-documentaire The Office: The Farewells, qui est diffusé sur NBC.com avant la fin de la série, est nommé pour le Primetime Emmy Award des meilleures émissions de non-fiction de courte durée (classe spéciale).

## Liste des épisodes

### Épisode 1:Les Nouveaux
- États-Unis : 20 septembre 2012[113]
- France : 17 janvier 2014[114]

### Épisode 2:Roy se marie
- États-Unis : 27 septembre 2012[113]
- France : 17 janvier 2014[114]

### Épisode 3:L'Arbre généalogique
- États-Unis : 4 octobre 2012[113]
- France : 17 janvier 2014[114]

### Épisode 4:Le Bus bureau
- États-Unis : 18 octobre 2012[113]
- France : 17 janvier 2014[114]

### Épisode 5:Cherchez l'anxieux
- États-Unis : 25 octobre 2012[113]
- France : 17 janvier 2014[114]

### Épisode 6:Le Bateau
Pour les articles homonymes, voir Le Bateau.
- États-Unis : 8 novembre 2012[113]
- France : 24 janvier 2014[114]

### Épisode 7:Révélation
- États-Unis : 15 novembre 2012[113]
- France : 24 janvier 2014[114]

### Épisode 8:La Cible
- États-Unis : 29 novembre 2012[113]
- France : 24 janvier 2014[114]

### Épisode 9:Le Noël de Dwight
- États-Unis : 6 décembre 2012[113]
- France : 24 janvier 2014[114]

### Épisode 10:Les Poux
- États-Unis : 10 janvier 2013[113]
- France : 24 janvier 2014[114]

### Épisode 11:Un p'tit café
- États-Unis : 17 janvier 2013[113]
- France : 31 janvier 2014[114]

### Épisode 12:La Fidélité
- États-Unis : 24 janvier 2013[113]
- France : 31 janvier 2014[114]

### Épisode 13:Entretien d'embauche
- États-Unis : 31 janvier 2013[113]
- France : 31 janvier 2014[114]

### Épisode 14:Sabotage
- États-Unis : 31 janvier 2013[113]
- France : 31 janvier 2014[114]

### Épisode 15:Andy, le retour
- États-Unis : 7 février 2013[113]
- France : 31 janvier 2014[114]

### Épisode 16:Rupture difficile
- États-Unis : 14 février 2013[113]
- France : 7 février 2014[114]

### Épisode 17:La Ferme
- États-Unis : 14 mars 2013[113]
- France : 7 février 2014[114]

### Épisode 18:La Bande-annonce indiscrète
- États-Unis : 4 avril 2013[113]
- France : 7 février 2014[114]

Ryan Howard

### Épisode 19:L'Ascenseur
Pour les articles homonymes, voir Ascenseur (homonymie).
- États-Unis : 11 avril 2013[113]
- France : 7 février 2014[114]

### Épisode 20:Un gros chèque à la clef
- États-Unis : 25 avril 2013[113]
- France : 7 février 2014[114]

### Épisode 21:Jusqu'au bout du rêve
- États-Unis : 2 mai 2013[113]
- France : 7 février 2014[114]

### Épisodes 22 et 23:Un choix difficile
- États-Unis : 9 mai 2013[113]
- France : 14 février 2014[114]

### Épisodes 24 et 25:Point Final
- États-Unis : 16 mai 2013[113]
- France : 14 février 2014[114]

- B. J. Novak (Ryan Howard)
- Mindy Kaling (Kelly Kapoor)
- Steve Carell (Michael Scott)
- Michael Schur (Mose Schrute)
- Matt L. Jones (Zeke Schrute)
- Andy Buckley (David Wallace)

## Sortie en vidéo
| The Office: The Complete Ninth Season | | | | |
| Détails, | Détails, | Détails, | Caractéristiques, | Caractéristiques, |
| - 25 épisodes - Coffret de cinq disques/Coffret de quatre disques Blu-ray - Aspect ratio 1.77:1 - Langues : - Anglais (Dolby Digital 5.1 Surround) - Sous-titres : - Anglais, Espagnol | - 25 épisodes - Coffret de cinq disques/Coffret de quatre disques Blu-ray - Aspect ratio 1.77:1 - Langues : - Anglais (Dolby Digital 5.1 Surround) - Sous-titres : - Anglais, Espagnol | - 25 épisodes - Coffret de cinq disques/Coffret de quatre disques Blu-ray - Aspect ratio 1.77:1 - Langues : - Anglais (Dolby Digital 5.1 Surround) - Sous-titres : - Anglais, Espagnol | - Cassettes d'auditions de 2003 - Rétrospective The Office: A Look Back - Lecture du scénario de Point Final - Clip vidéo « Autotune Andy » - Bêtisier - Scènes coupées de chaque épisode - Table ronde sur les coulisses (exclusivité Blu-ray) | - Cassettes d'auditions de 2003 - Rétrospective The Office: A Look Back - Lecture du scénario de Point Final - Clip vidéo « Autotune Andy » - Bêtisier - Scènes coupées de chaque épisode - Table ronde sur les coulisses (exclusivité Blu-ray) |
| Dates de sortie | | | | |
| Région 1 | Région 1 | Région 2 | Région A | Région A |
| 3 septembre 2013 | 3 septembre 2013 | 25 mars 2014 | 3 septembre 2013 | 3 septembre 2013 |

### Citations originales
1. ↑  (en) « I'll tell you that the last couple of years, I don't think we did any big arc-type things in the way that we used to in the beginning, I think the thing we're going to do is bring back a lot of arcs ».
2. ↑  (en) « This year feels like the last chance to really go out together and make an artistic ending for the show that pays off a lot of the stuff that matters most to fans ».
3. ↑  (en) « the triangle [between Andy, Erin, and Pete] has stirred up a number of debates in the writers room, which tells me even they don't know at this point which guy Erin will choose ».
4. ↑  (en) « super-size or extend ».
5. ↑  (en) « beg ».
6. ↑  (en) « confirm nor deny ».
7. ↑  (en) « hoping ».
8. ↑  (en) « still trying to figure out [Carell's] schedule ».
9. ↑  (en) « just wouldn't be the same without him ».
10. ↑  (en) « hopeful ».
11. ↑  (en) « an 11th-hour effort last month ».
12. ↑  (en) « close to the show ».
13. ↑  (en) « don't rule anything out ».
14. ↑  (en) « lied for months to the press, to almost everyone, really ».
15. ↑  (en) « felt terribly for the cast and for [executive producer] Greg Daniels, because they all lied, too ».
16. ↑  (en) « It was so thrilling. We all just flat-out lied … It was just one of those things that we all vowed and had to protect ».
17. ↑  (en) « NBC didn't promote [the series] one bit ».
18. ↑  (en) « this final season of The Office has been great ».
19. ↑  (en) « every single relationship in the show rings true with the audience ».
20. ↑  (en) « willing to call it the fourth best season of the show overall, which is by no means faint praise ».
21. ↑  (en) « final season was a chance to see how everyone else would end up ».
22. ↑  (en) « the tension between Jim and Pam in the final season ended up being highly controversial for a number of reasons ... but it also provided the most hopeful moments of the series' final stretch ».
23. ↑  (en) « blatantly ».
24. ↑  (en) « to what had always been its heart—to have true fulfillment ».
25. ↑  (en) « great ».
26. ↑  (en) « was not only funny but had a huge nostalgia factor ».
27. ↑  (en) « a classic episode of The Office that brought back the warm and fuzzy feelings of the early seasons of the show ».
28. ↑  (en) « surprisingly ... terrific in most areas ».
29. ↑  (en) « The interplay between Jim, Dwight, and Pam has been the core of the series since Michael Scott's departure, and it was good to see the trio front and center once again as The Office comes to a close ».
30. ↑  (en) « a tremendously satisfying conclusion to a show that could make us gasp with laughter, but that could also make us cry or smile ».
31. ↑  (en) « was a strong hour of television [and] the finale shone and delivered on all of its promise ».
32. ↑  (en) « just right ».
33. ↑  (en) « terrible ».
34. ↑  (en) « epitome of filler ».
35. ↑  (en) « Best TV Moments of the Week ».
36. ↑  (en) « historic ».
37. ↑  (en) « an audience surrogate ».
38. ↑  (en) « the audience no longer felt welcome ».
39. ↑  (en) « the least interesting way this camera crew reveal could have gone ».
40. ↑  (en) « forced ».
41. ↑  (en) « an abandoned novelty ».
42. ↑  (en) « we never intended him to actually [interfere with Pam and Jim's marriage], but wanted people to worry about it so they would be engaged in the story ».